# Valdez (Kolorado)
Valdez – jednostka osadnicza w Stanach Zjednoczonych, w stanie Kolorado, w hrabstwie Las Animas.